# Szentmihály (Maros megye)
Szentmihály (románul: Sânmihai de Pădure) falu Maros megyében, Erdélyben. Közigazgatásilag Alsóbölkény községhez tartozik.

## Fekvése
Szászrégentől 17 km-re keletre fekszik, 440 m-es tengerszint feletti magasságban.